# Ordre pro Merito Melitensi
Pour un article plus général, voir Ordre souverain militaire et hospitalier de Saint-Jean de Jérusalem, de Rhodes et de Malte.
 (octobre 2024).
L’ordre pro Merito Melitensi, institué en 1920, est l'ordre du Mérite de l’ordre souverain de Malte (abr. OSM).
L'ordre de chevalerie pro Merito Melitensi fut créé pour récompenser les personnalités qui ont acquis des mérites particuliers lors d’activités qui ont fait honneur et apporté prestige à l’ordre souverain de Malte. Principalement réservé aux non-membres de l’Ordre, l'honneur est concédé indépendamment de la religion que l’on professe.
Les décorés de l’ordre pro Merito Melitensi n’en deviennent pas pour autant membres de l’ordre souverain de Malte.

## L'ordrepro Merito Melitensi

### Origines
De manière générale, les premières médailles commémoratives ou de mérite voient le jour au XIXe siècle. Au sein de l'ordre souverain de Malte, les premières médailles répondant à ces critères sont mises en place le 25 avril 1912, comme « ...signe, pour les hommes et femmes, de reconnaissance de leurs services envers l'Ordre. ».
Les premiers récipiendaires sont ceux qui ont servi sur les différents théâtres d'opération où est intervenu l'ordre souverain de Malte en secours sanitaires (comme le tremblement de terre de Messine en 1908 ou la guerre italo-turque en 1911-1912).
Cette médaille est abandonnée lorsque la médaille pro Merito Melitensi est instituée en 1920.

### Caractéristiques

#### Croix
Ancrée d'émail blanc bordé d'or, avec en son centre une rondache d'émail rouge à la croix de Malte blanche, bordée de l'inscription « MIL. ORD. EQUITUM MELIT. BENE MERENTI ». Au revers la rondache porte l'inscription « A.D. MCMXX » (année de création). Les insignes de la classe militaire se distinguent en portant, entre les bras de la croix deux épées croisées la garde en bas. Le grade du mérite qui est conféré aux militaires est dit avec épées (e.g. Grand officier « avec épées » pro Merito Melitensi).

#### Ruban
Blanc avec liserés rouges, pour la classe civile ; et rouge avec liserés blancs pour les militaires.

### Port de la décoration en France
En France, le port de l'insigne de l'ordre pro Merito Melitensi est autorisé par la grande chancellerie de la Légion d’honneur après en avoir fait la demande officielle auprès de celle-ci.

### Grades de la croixpro Merito Melitensi
Les décorations pro Merito Melitensi, concédées par décret du Conseil souverain de l'ordre motu proprio du grand maître, sont les suivantes :

### Collier
D'ordinaire conféré aux chefs d'État, il comporte un grade unique subdivisé en deux classes :
- Collier pro Merito Melitensi (classe civile),
- Collier avec épées pro Merito Melitensi (classe militaire).

### Croix du mérite
Les grades de la croix de l'ordre de chevalerie pro Merito Melitensi pour les laïcs se distinguent selon que le titulaire est civil ou militaire.

#### Croixpro Merito Melitensi
- Classe civile (hommes et femmes)

| Chevalier / Croix | Officier | Commandeur | Grand officier | Grand-croix | Grand-croix - classe spéciale |
| ----------------- | -------- | ---------- | -------------- | ----------- | ----------------------------- |
|                   |          |            |                |             |                               |
|                   |          |            |                |             |                               |
|                   |          |            |                |             |                               |

- Classe militaire

| Chevalier / Croix | Officier | Commandeur | Grand officier | Grand-croix | Grand-croix - classe spéciale |
| ----------------- | -------- | ---------- | -------------- | ----------- | ----------------------------- |
|                   |          |            |                |             |                               |
|                   |          |            |                |             |                               |

#### Croix «pro Piis Meritis»pro Merito Melitensi
| Croix pro Piis Meritis | Grand-croix pro Piis Meritis |
| ---------------------- | ---------------------------- |
| Recto Verso            |                              |
|                        |                              |

Caractéristiques : la croix pro Piis Meritis (« pour de pieux mérites » en latin) pro Merito Melitensi est décernée aux ecclésiastiques :
- La croix est du même modèle que pour la classe civile.
- Le ruban est noir, avec deux liserés rouges.
- La croix pro Merito Melitensi existait antérieurement à l'ordre pro Merito Melitensi.

### Médaillepro Merito Melitensi

#### Caractéristiques
- Médaille : ovale portant en son centre une croix de Malte en relief.
- Ruban : blanc avec liserés rouges (civil) et rouge avec liserés blancs (militaire).

#### Grades de la médaille
Or (réservé à ceux qui ont participé aux œuvres de l’ordre souverain de Malte en mettant leur propre vie en péril, donnée maintenant qu'à titre posthume), argent et bronze (avec épées classe militaire).

#### Classe civile
- Médaille d'or pro Merito Melitensi
- Médaille d'argent pro Merito Melitensi
- Médaille de bronze pro Merito Melitensi

#### Classe militaire
- Médaille d'or avec épées pro Merito Melitensi
- Médaille d'argent avec épées pro Merito Melitensi
- Médaille de bronze avec épées pro Merito Melitensi

### Médaille pour les campagnes
En 2020, le souverain conseil a décidé de créer une médaille d'honneur pro Merito Melitensi, appelée Médaille pour les campagnes de l’ordre souverain de Malte, pour récompenser un mérite lié à un événement ou un mission particulière.

#### Caractéristiques
- Médaille : ronde, diamètre de 3 cm.
- Ruban : 4 bandes rouges et 3 bandes blanches en alternance.
- Il existe à ce jour, deux agrafes : Covid-19, créée en 2020 et Ukraine, créée en 2022[5].

| Médaille pour les campagnes |
| --------------------------- |
|                             |
|                             |